# Fabio Stecchi
Fabio Stecchi, Fabius Maxime Hugues à l'état civil , né à Mercatello d'Urbino (Italie) le 12 mai 1855 et mort le 7 janvier 1928 à Nice, est un sculpteur français d'origine italienne.

## Biographie
Enfant des Marches italiennes, Fabio Stecchi est d'abord l'élève de Pio Fedi à Florence avant de s'installer à Paris où il étudie sous la direction de Paul Dubois à partir de 1879. Il s'installe ensuite à Nice où il est naturalisé français en 1901 et où il meurt en 1928.
Fabio Stecchi travaille notamment le marbre et réalise des sculptures en bronze. Il s'adjoint pour cela les services des fondeurs Thiébaut Frères et Ferdinand Barbedienne. Il expose des allégories du Commerce pour le palais des Beaux-Arts et des Arts libéraux de l'Exposition universelle de 1900 à Paris.

## Œuvres dans les collections publiques
En France
- Beaulieu-sur-Mer : Monument à Hippolyte Auguste Marinoni, 1908, buste en bronze, envoyé à la fonte sous le régime de Vichy.
- Briare :
  - église Saint-Étienne : Chemin de croix, 1904.
  - musée de la mosaïque et des émaux : Alfred Loreau buste en marbre et André Yver-Bapterosses, buste en bronze, fonte Ferdinand Barbedienne.
- Nice :
  - préfecture des Alpes-Maritimes, vestibule : François Malausséna et Maurice Rouvier, bustes.
  - Monument à Ferdinand Ferber, 1911[4].
  - médaillon en bronze signé sur la tombe d'Ignazio Franco, cimetière du Château, Nice.
- Paris :
  - gare de Lyon : quatre statues monumentales (4,5 m) pour la tour de l'horloge, 1900, œuvres disparues.
  - musée d'Orsay : Gustave Eiffel, 1896, buste en bronze, fonte Thiébaut Frères[5].
  - Muséum national d'histoire naturelle : André Marie Constant Duméril, botaniste, 1903, buste.

À Monaco
- Monte-Carlo, casino : La Seine et La Méditerranée, statues. Deux autres statues ont été détruites[6].

Au Royaume-Uni
- Londres, église Saint-Philippe-Neri : Christ, 1887.

### Galerie de réalisations

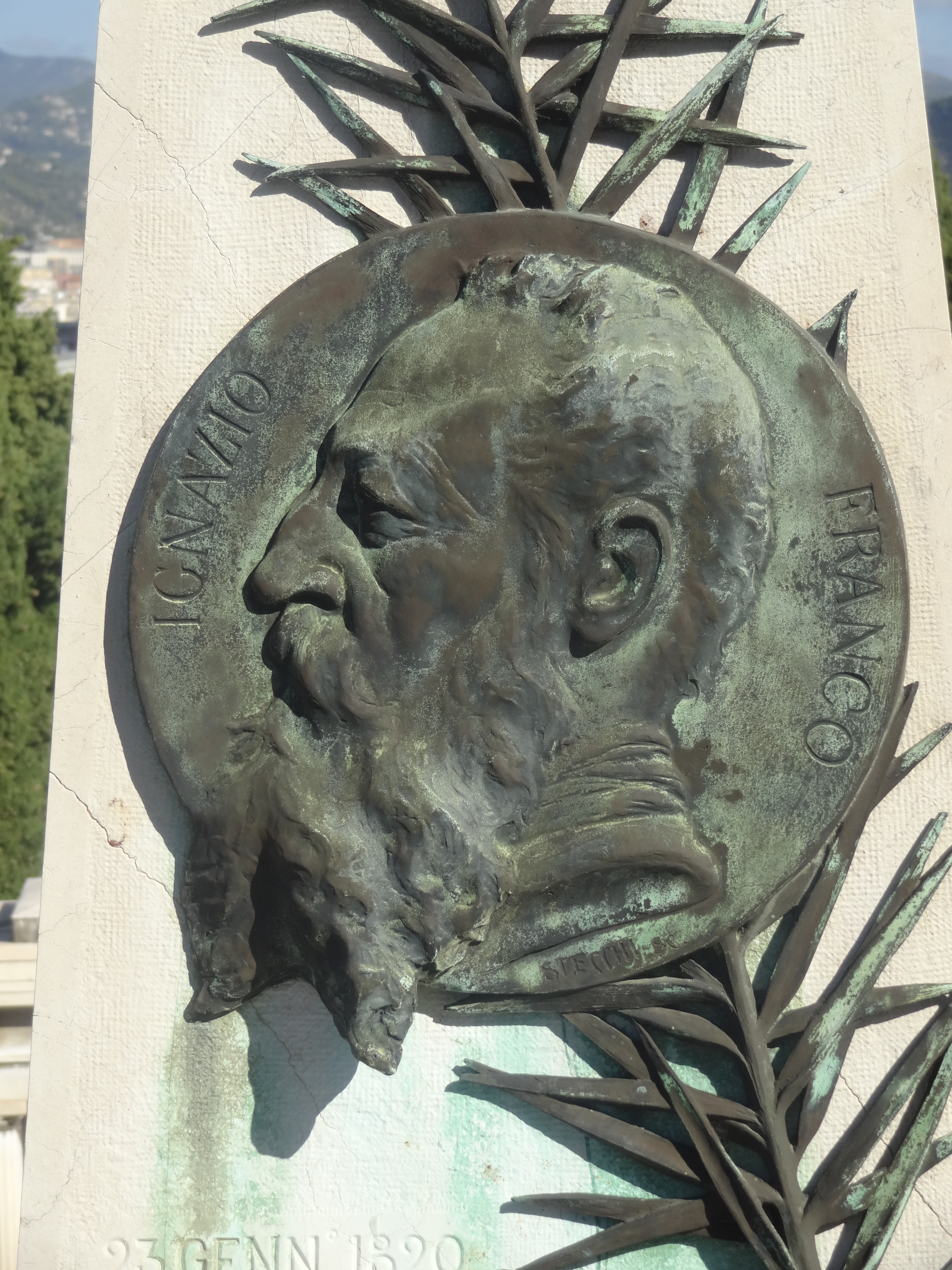
Franco Ignazio, Médaillon en bronze par Fabio Stecchi sur sa tombe, cimetière du Château, Nice
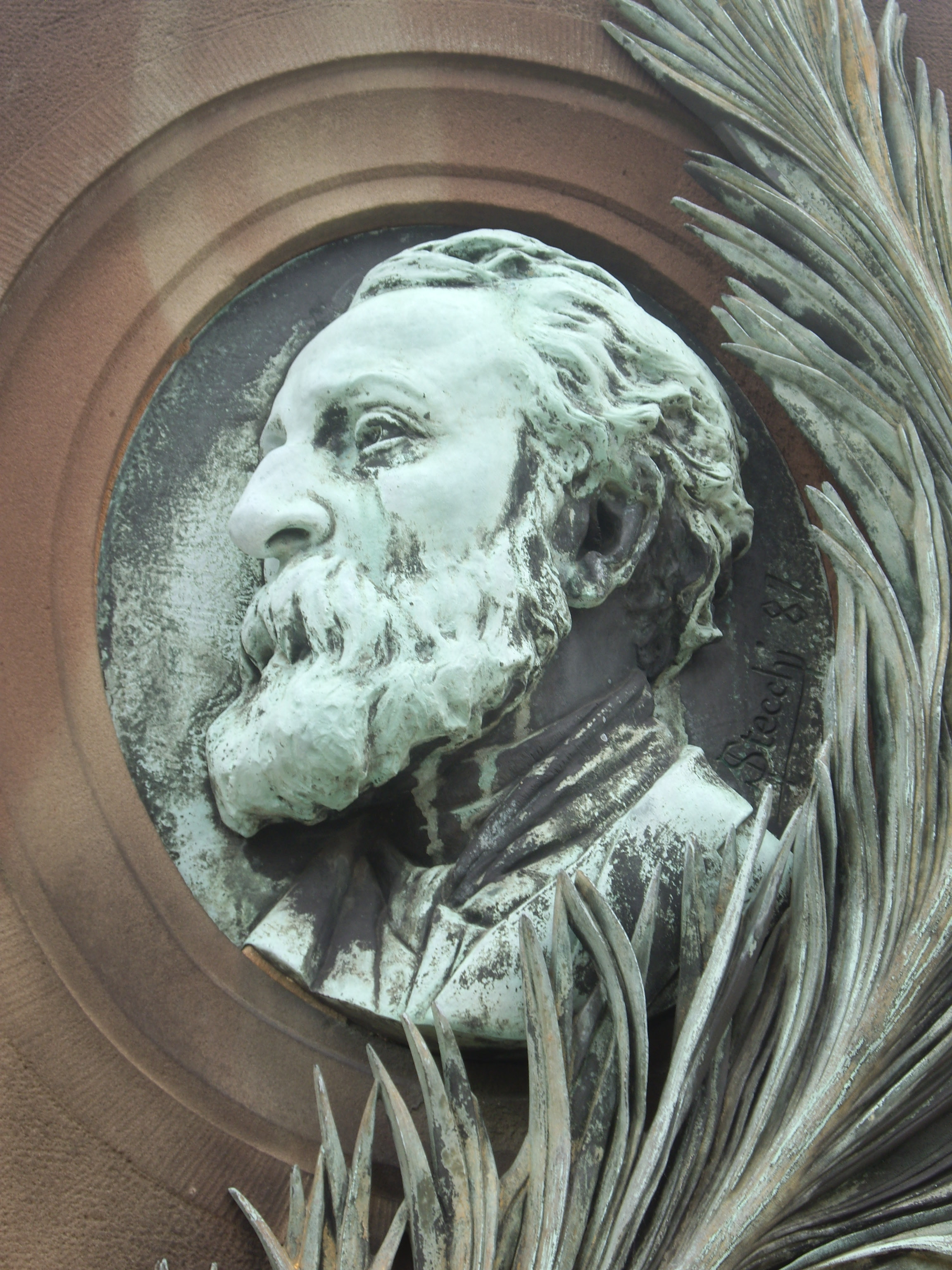
Pierre-Jules Hetzel, médaillon ornant sa tombe, Paris, cimetière du Montparnasse
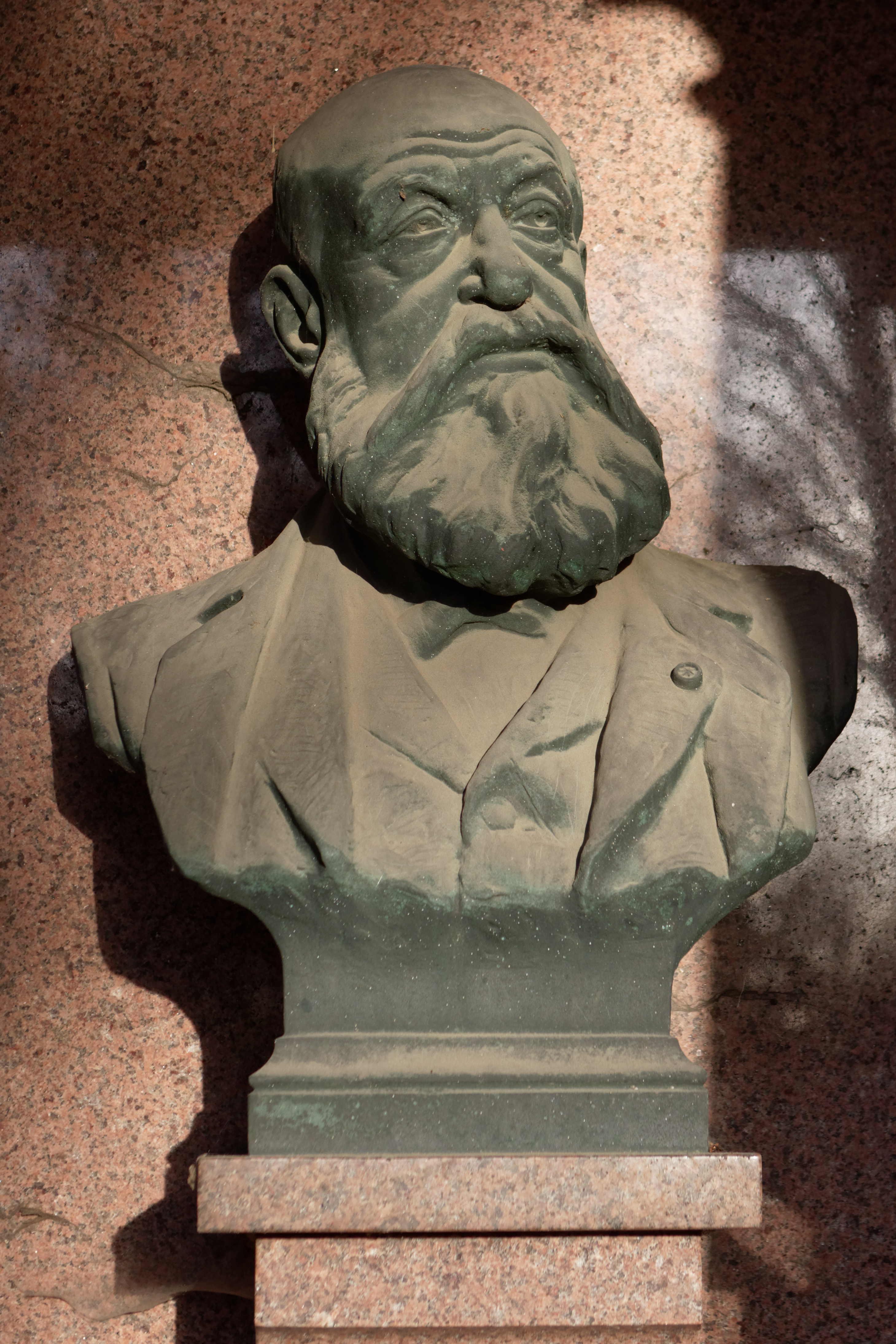
Auguste Tranquille Loutreuil (1911), buste ornant sa tombe, Paris, cimetière du Père-Lachaise
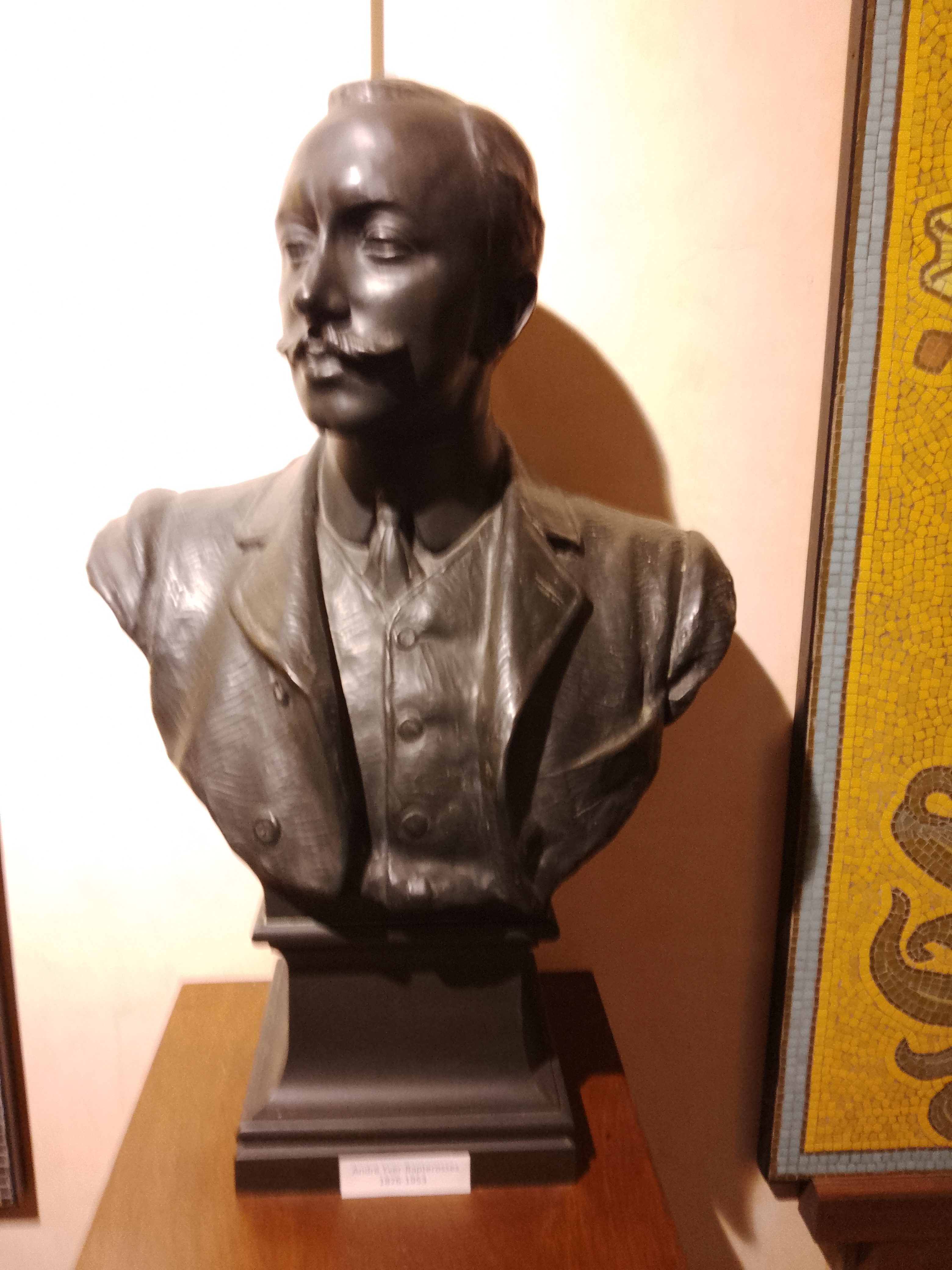
André Yver-Bapterosses
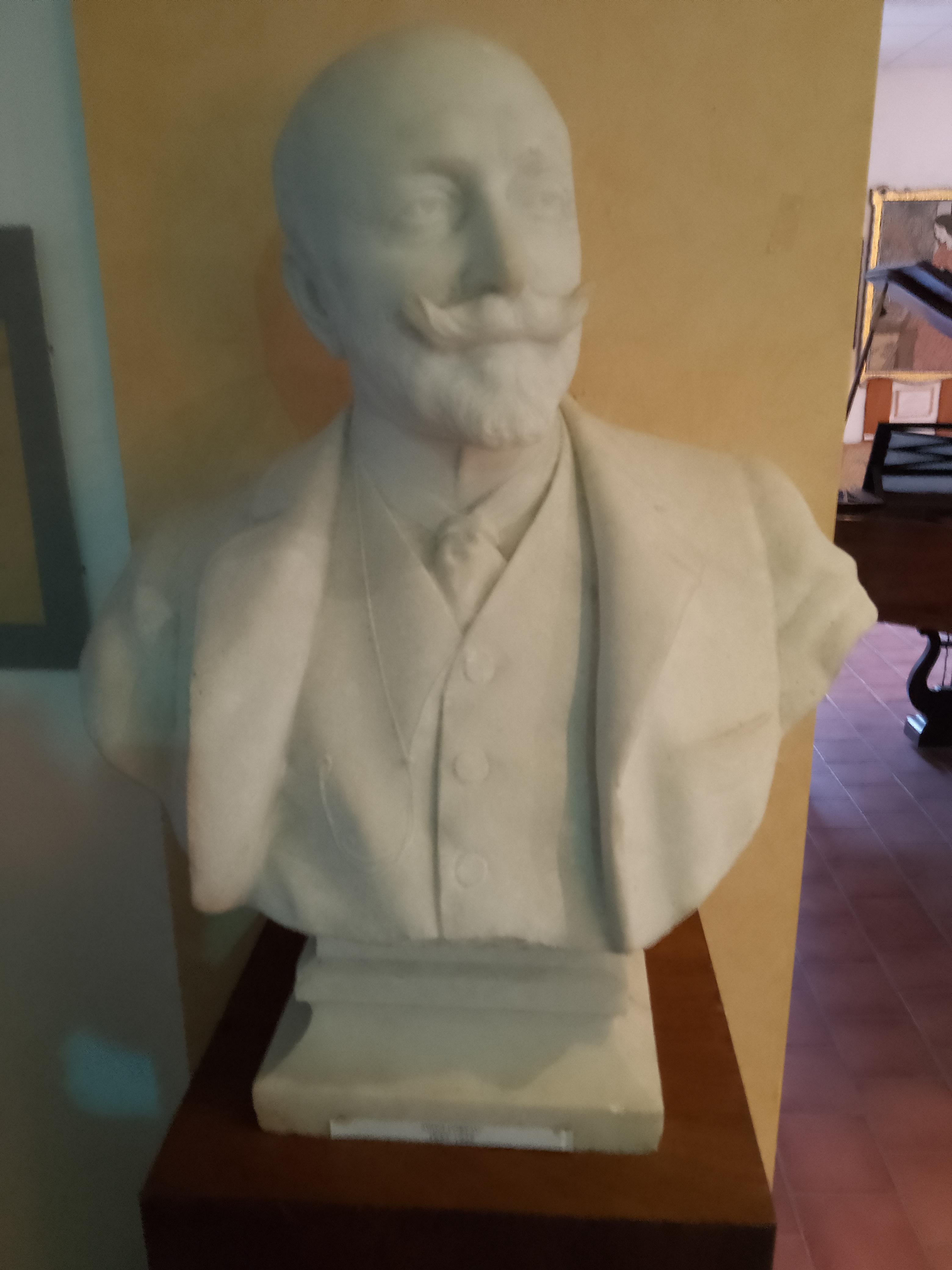
Buste d'Alfred Loreau